# Wilhelm Friedrich Gustav von Canstein
Wilhelm Friedrich Gustav von Canstein (* 29. Mai 1761 in Kassel; † 20. September 1830 ebenda) war Bürgermeister von Kassel.

## Leben
Von Canstein war der Sohn des Ober-Falkenmeisters Ludolf von Canstein aus dem Adelsgeschlecht Canstein. Er war Hofjunker, Kammerjunker und 1783 Auditor beim Oberappellationsgericht Kassel. Im Jahr 1787 wurde er Landrat am Diemelstrom und 1796 Kammerherr. 1798 wurden die Landkreise wieder abgeschafft und er ging mit hoher Pension in den Ruhestand. 1804 trat er als Geheimer Kriegsrat in das Kriegskollegium ein. Im Königreich Westphalen war er von 1807 bis 1813 Bürgermeister (Maire) von Kassel. Nach der Wiederherstellung des Kurstaates wurde er erneut Geheimer Kriegsrat und 1821 Schlosshauptmann. Am 28. Juli 1824 wurde Canstein mit dem Kommandeurkreuz I. Klasse des Hausordens vom Goldenen Löwen ausgezeichnet.